# Escudo de Serbia y Montenegro
En el escudo de armas de Serbia y Montenegro figuraba, en un campo de gules un águila bicéfala de plata con pico y garras de oro. La figura del águila bicéfala es la misma que la usada en la heráldica serbia desde la Edad Media por influencia del Imperio bizantino. Sobre su pecho, el águila sostiene un escudo cuartelado en el que figuran:
- El primer y cuarto cuartel recogían el blasón de Serbia que es un campo de gules con una cruz griega de plata y, del mismo metal, las cuatro letras iniciales del lema: "Само слога Србина спасава" "Samo Sloga Srbina Spasava" ("Sólo la unidad salva a los serbios”). Estas iniciales, en un primer momento, representaban la letra B de un lema biznantino: "Basilevs Basileon Basilevon Basileonton" ("Rey de reyes, que reina sobre reinos"). Estos elementos fueron introducidos en Serbia procedentes de Grecia pero los trazos de la inicial B terminaron confundiéndose con la letra C (sonido /s/) del moderno alfabeto cirílico y pasaron a simbolizar el primer lema mencionado.

- El segundo y el tercer cuartel contenían el blasón de Montenegro, un campo de gules con un león pasante de oro, símbolo de la Dinastía Petrović.

Este escudo fue declarado oficial por el Parlamento federal yugoslavo en 1994 y por tanto también lo fue de la República Federal de Yugoslavia desde aquel año hasta la desaparición de esta denominación en 2004. Entre 1992 y 1994 continuó estando vigente el antiguo Escudo de la República Federativa Socialista de Yugoslavia. Dejó de estar vigente con la desaparición de la Confederación de Serbia y Montenegro que tuvo lugar el 3 de junio del año 2006.

## Fuente
- Evolución del escudo de Yugoslavia y de Serbia y Montenegro, Archivos de Serbia Archivado el 29 de abril de 2014 en Wayback Machine.. (En inglés)

- Datos: Q1064687
- Multimedia: Coats of arms of Serbia and Montenegro / Q1064687